# Escuela Militar de Ingeniería (Bolivia)
La Escuela Militar de Ingeniería es un centro de estudios con especialidad en ingeniería de Bolivia.

## Antecedentes históricos
Después de la Guerra del Chaco y a partir del año 1936, se hicieron manifiestas en el interior del Ejército de Bolivia, iniciativas para establecer organizaciones de formación profesional técnica en diferentes niveles, entre las que podemos destacar las siguientes:
- Escuela de Transmisiones, en funcionamiento a partir del año 1939 y hasta 1944. Formaba ingenieros eléctricos. Instituto Geográfico Militar, en funcionamiento a partir del año 1948 y hasta la fecha.
- Formar su propio personal técnico en el ámbito de la Topografía, mediante la Escuela de Topografía y Geodesia “Tcnl. Juan Ondarza”.
- Escuela Central Técnica, en funcionamiento a partir de 1944 hasta 1953. Formaba técnicos ferrocarrileros y mecánicos , u tenía sede en Viacha.

La sucesión de hechos y acontecimientos referidos anteriormente, dieron lugar a que el mando considerase no sólo necesaria sino legítima y urgente la formación de oficiales ingenieros en el seno del Ejército. En noviembre de 1946 el Estado Mayor inició el estudio para la creación de la especialidad de ingeniería con el propósito de ser incorporada en el Pensum de estudios del Colegio Militar como un arma más.
El resultado de los estudios analíticos del proyecto dio lugar a la creación del Arma de Ingeniería en enero de 1947.
Si bien del Colegio Militar egresaba una serie de Ingenieros de Combate, se consideró, en el marco de los análisis efectuados en el más alto nivel del Estado Mayor del Ejército, que era necesario organizar un instituto de carácter académico superior destinado exclusivamente a la formación académica en el campo de la Ingeniería, en sus distintas especialidades y con miras a la utilización contributiva, tanto en tiempo de paz como en tiempo de guerra.
El año 1948 se presentó un proyecto para organizar un curso de habilitación, consistente en dos años de estudio, destinado a habilitar como ingenieros a los tenientes y subtenientes egresados del Colegio Militar en el arma de Ingeniería y paralelamente otro de similares características de un año de estudio para formar como ingenieros de combate a aspirantes civiles.
Un año después, en 1949, se organizó en la guarnición de La Paz un Batallón Técnico, en el que participaron personal que ya había recibido cursos de carácter técnico o estaban asistiendo a este tipo de cursos en las diferentes escuelas técnicas del ejército. Este Batallón se convirtió posteriormente en la “Escuela Central Técnica” ubicada en la localidad ferroviaria de Viacha. Sin embargo y en el marco del objetivo básico, los oficiales que se encontraban destinados en la referida escuela, fueron trasladados al edificio de la Avenida Arce en la ciudad de La Paz, que actualmente alberga a las instancias superiores de la EMI.
El año 1950, como resultado de un proceso de estudios organizacionales y analíticos que se efectuaron en el interior del Ejército, consultando modelos de institutos de ingeniería militar en funcionamiento en Brasil, EE. UU. y México, el Estado Mayor de Ejército de Bolivia determinó como un paso necesario y positivo en sus proyecciones, la creación de un instituto técnico de nivel académico, con funcionamiento independiente y con la responsabilidad de formar oficiales del Ejército en las especialidades de Ingeniero Constructor y Geodesta.
En el año 1980, en respuesta a una creciente demanda de la sociedad, la EMI decide abrir sus puertas a estudiantes civiles para su formación profesional en distintas especialidades de ingeniería. Este es uno de los hitos más importantes.
Un año después, el 10 de julio de 1981, mediante Resolución N°0272 es reconocida por el Consejo Nacional de Universidades de Bolivia (CONUB), que luego pasa a llamarse Comité Ejecutivo de la Universidad Boliviana (CEUB), como Universidad Militar del Sistema de la Universidad Boliviana.
Luego de ser reconocida por la VIII Conferencia de Universidades de Bolivia (1985) como Institución autorizada y facultada para la formación de Ingenieros, la EMI adquiere la potestad de extender Diplomas Académicos y Títulos en Provisión Nacional mediante D.S N°21295.
Las actividades académicas, que se inician en la ciudad de La Paz, proyectan su expansión a otras regiones a partir de la Resolución Ministerial N°270, del 26 de marzo de 1999, que autoriza la apertura de dependencias departamentales en otras ciudades del territorio nacional.  Es así que, en las gestiones 2000 y 2001 se crean las Unidades Académicas de Santa Cruz y Cochabamba, respectivamente, y en el año 2005 la Unidad Académica de Riberalta.

## Marco legal de la creación de la Escuela Militar de Ingeniería
De conformidad a lo establecido en los planes del Estado Mayor del Ejército y por gestiones del mismo, mediante Decreto Supremo Nº 02226 de 26 de octubre de 1950, el Gobierno del Presidente Don Mamerto Urriolagoitia, determinó la creación de la Escuela Militar de Ingeniería, otorgándole el nombre de “Mariscal Antonio José de Sucre”, en homenaje a quien fuera uno de los primeros Ingenieros Militares.
Posteriormente en fecha 10 de noviembre de 1951 por determinación del Congreso Nacional, el Decreto Nº 02226 fue elevado a rango de Ley de la Nación Nº. 286, que consolida constitucionalmente la creación de la E.M.I. Concomitante con las anteriores disposiciones legales, fue dictado el Decreto Supremo Nº 02397 de 13 de febrero de 1951, por el que se reconoce a los titulados de la Escuela Militar de Ingeniería el título de Ingeniero en Provisión Nacional, “con todas las ventajas, derechos y garantías” de acuerdo a disposiciones constitucionales, leyes y decretos vinculados al tema.
El Decreto Supremo de 5 de mayo de 1953 aprobó el Reglamento Orgánico de la Escuela, en el que se especificaba la misión, organización, atribuciones y obligaciones de su personal en la estructuración de la enseñanza y el Plan de Estudios.